# Goatse.cx
goatse.cx (/ˈɡoʊtsi dɒt ˌsiː ˈɛks/ GOHT-see-dot-see-EKS, /ˈɡoʊtˌsɛks/; "goat sex")（经常省略.cx顶级域名被称为Goatse）曾经是一个驚悚網站的域名。其主页有一个名为hello.jpg的图像，显示一个驼背裸男的特写镜头，他用双手张开人类肛门并露出直肠，直肠被相机闪光灯照亮。
这张惊悚图片成为了網路迷因，并被用于诱导转向法恶作剧、防盗链和网站污损，以引起极端回应。尽管该站点的图像已于2004年1月被删除，其镜像网站仍然流行。

## 历史

### 网站
该网站的域名正式注册在1999年，早期该网站只包含两个页面，这两个页面都有很有冲击度的图像：
- “the receiver”，主页面，标题是“Eh”，有hello.jpg这张图片。
- “the giver”，标题是“woah”，包含一张修飾照片，照片中一名男子斜倚在船上，阴茎伸到胸前，暗示第一张图片中的男子正在伸展肛门以容纳巨大的阴茎。

2000年6月，该站点添加了一个反馈页面，其中包含来自读者的各种电子邮件，以及上面的索引页面和免责声明。8月添加了指向一个名为 biganal.com 的已关闭网站的链接。到2001年年中，该站点后来添加了指向其他已停用网站（例如 dolphinsex.org 和 urinalpoop.org）的链接，以及一个名为“contrib”的子页面，其中包含对从读者那里收到的图像的致敬和模仿的集合。
该网站于2002年11月再次更新，在图片下方添加了关于非官方goatse.cx衍生商品的警告，并保证将提供官方商品。

### 域名停用
2004年1月14日，goatse.cx域名因被投诉违反可接受使用政策而被圣诞岛互联网管理局停用，但仍有许多镜像站可用，图片仍在许多其他网站上展示。一名圣诞岛居民提出了这项投诉，导致goatse.cx的域名被停用。

### 域名出售
2007年1月，圣诞岛互联网管理局将goatse.cx域名放回可注册域名池中。此时，该域是一个类似域名仿冒的融资网站。
该域名随后于1月16日通过域名注册商Variomedia注册，注册人试图拍卖该域名的使用权。之后该域名在SEOBidding网站上拍卖，售价曾高达1.5万美元。

### 第一次重启
2008年7月4日，该网站重新启动，“hello.jpg”图片被比尔·奥莱利的图片取代，但文件名和附加文本与以前一样，上面有红色文字提到该网站仍在出售。这张图片后来在12月被另一张展示“hello.jpg”风格的图片所取代，该图片的特点是一双银色的机器人手在一个未来主义的工厂环境中“伸展”一个金属的圆形光圈，旁边还有一个经过PS的人物岡比的图片。图片上方是一个名为imagechan.com的网站的链接。
2010年4月，该网站在近一年后进行了更新，包含一个名为“Goatse Stinger 2.0”的电子邮件服务的公告，计划在2010年5月9日进入测试阶段。该网站还增加了一个雅虎的邮件列表，以及一张模仿Hello.jpg的草图，上面有一双张开的手，可以看到一个邮件信封。这后来被发现是该网站计划中的电子邮件服务。此后再也没有更新，到2011年6月，该网站的开始重定向到一个网站托管公司的网站。

### 第二次重启
2012年10月，该网站宣布goatse.cx域名已被一个新的所有者收购，他正在宣传即将推出的网络邮件服务，让用户可以使用goatse.cx的电子邮件地址。当时，该域名重定向到signup.goatse.cx，它说该服务将“在2012年12月初推出，限量发行”。到2013年，该网站推出一个Indiegogo账户，用于提供电子邮件地址。
2014年1月，该网站宣布它正准备推出自己的加密货币“Goatse Coin”。7月，该网站在YouTube上发布了宣传狗狗币的视频。12月，该网站宣布将提供子域名。

### 加密货币网站
2017年8月，该网站成为与“Goatse Coin”不同的加密货币网站的主页，提供名为“Goatseum”的加密货币，作为以太坊网站激活。10月，该网站宣布了一项迷因加密货币服务的计划，在新闻部分提到其过去作为网络迷因的历史。

### 现状
截至2022年5月，该网站被重定向到一个域名停放页面，目前不包含任何Goatse相关内容。

## 画廊

hello.jpg
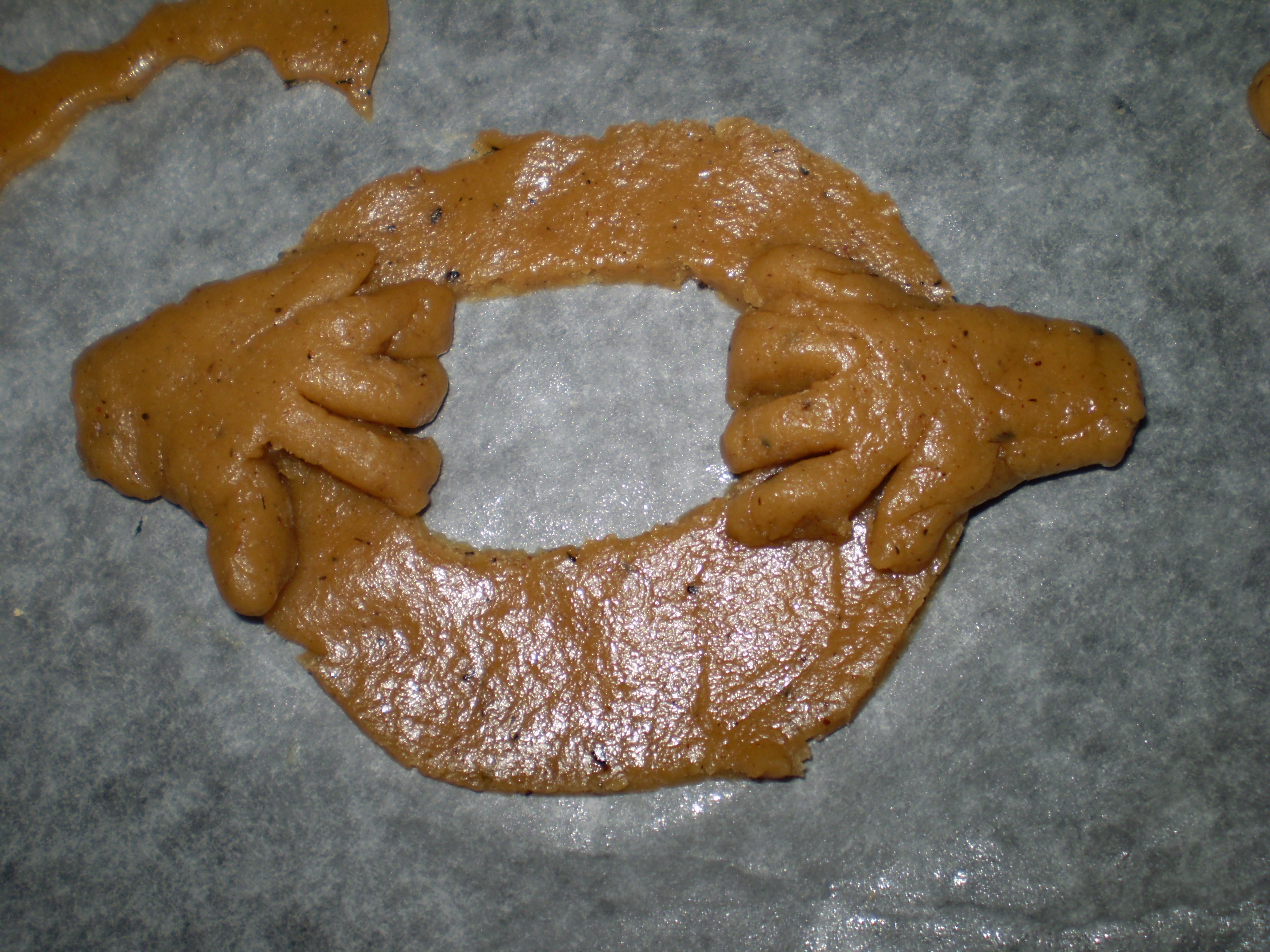
曲奇饼
Roskomnadzor
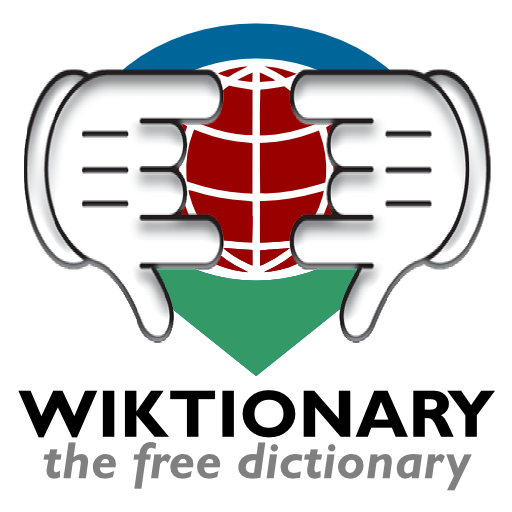
维基词典
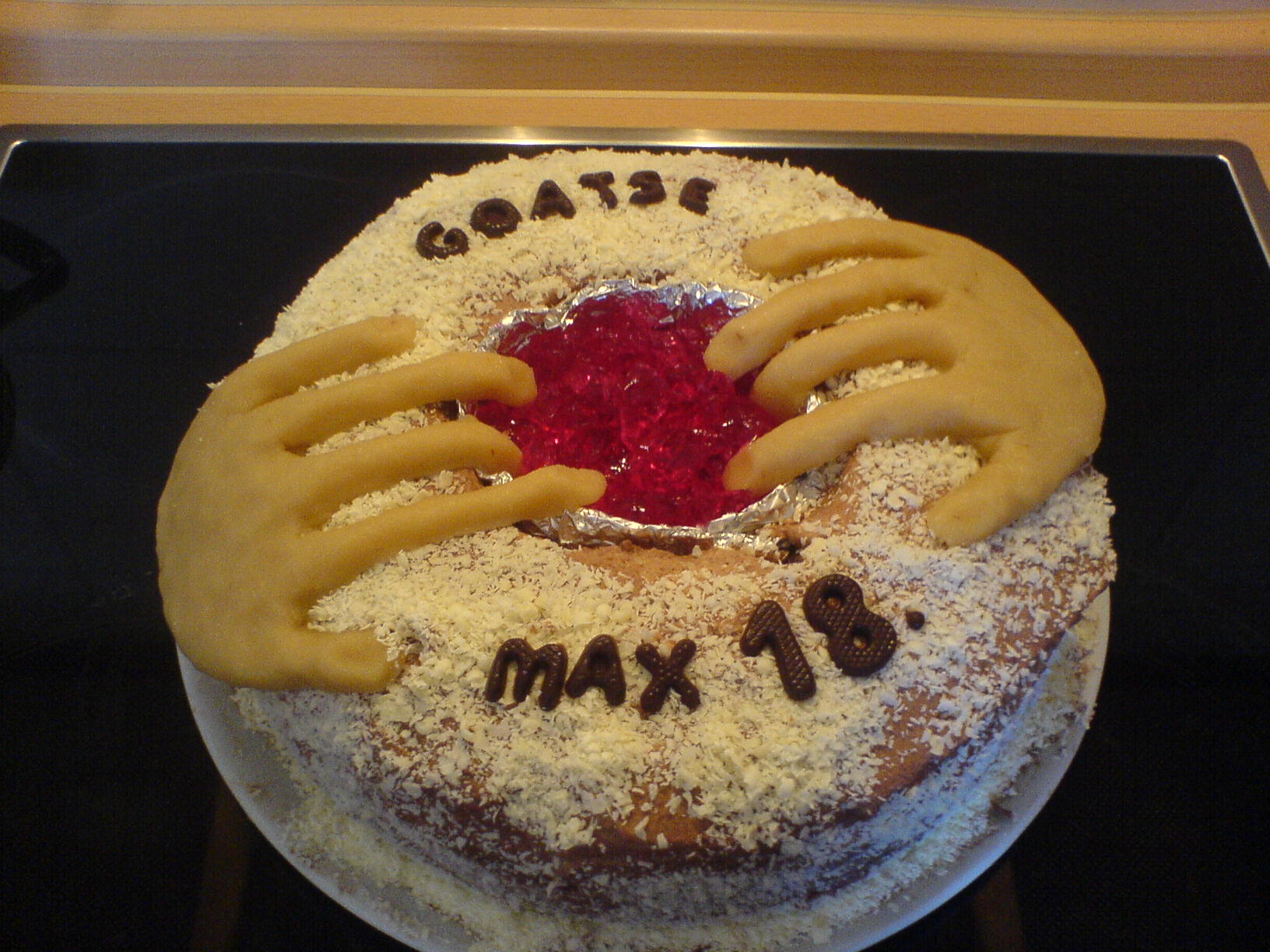
蛋糕
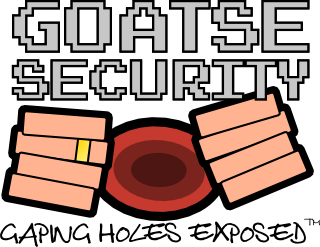
Goatse Security（英语：Goatse Security）黑客组织
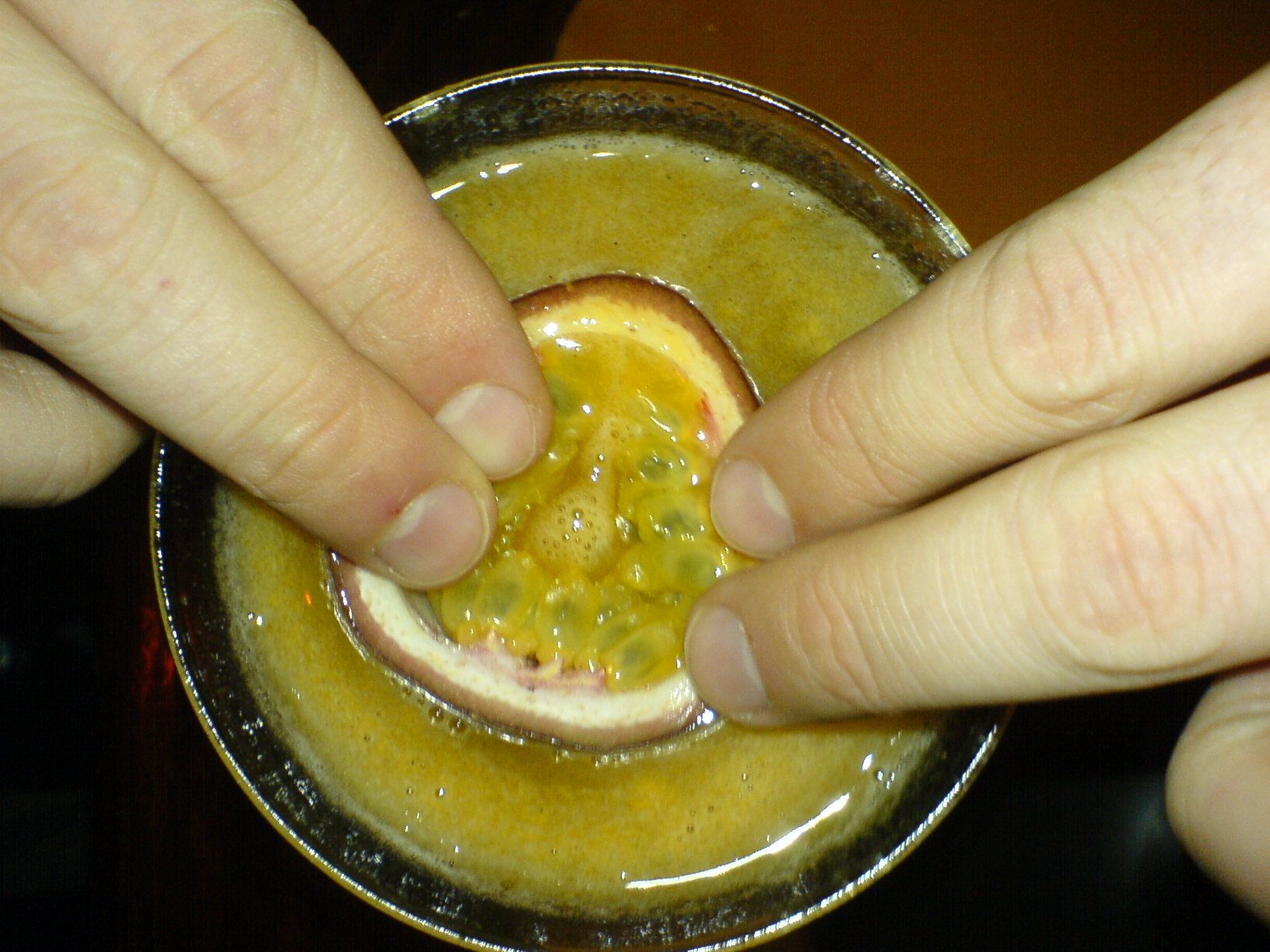
鸡尾酒
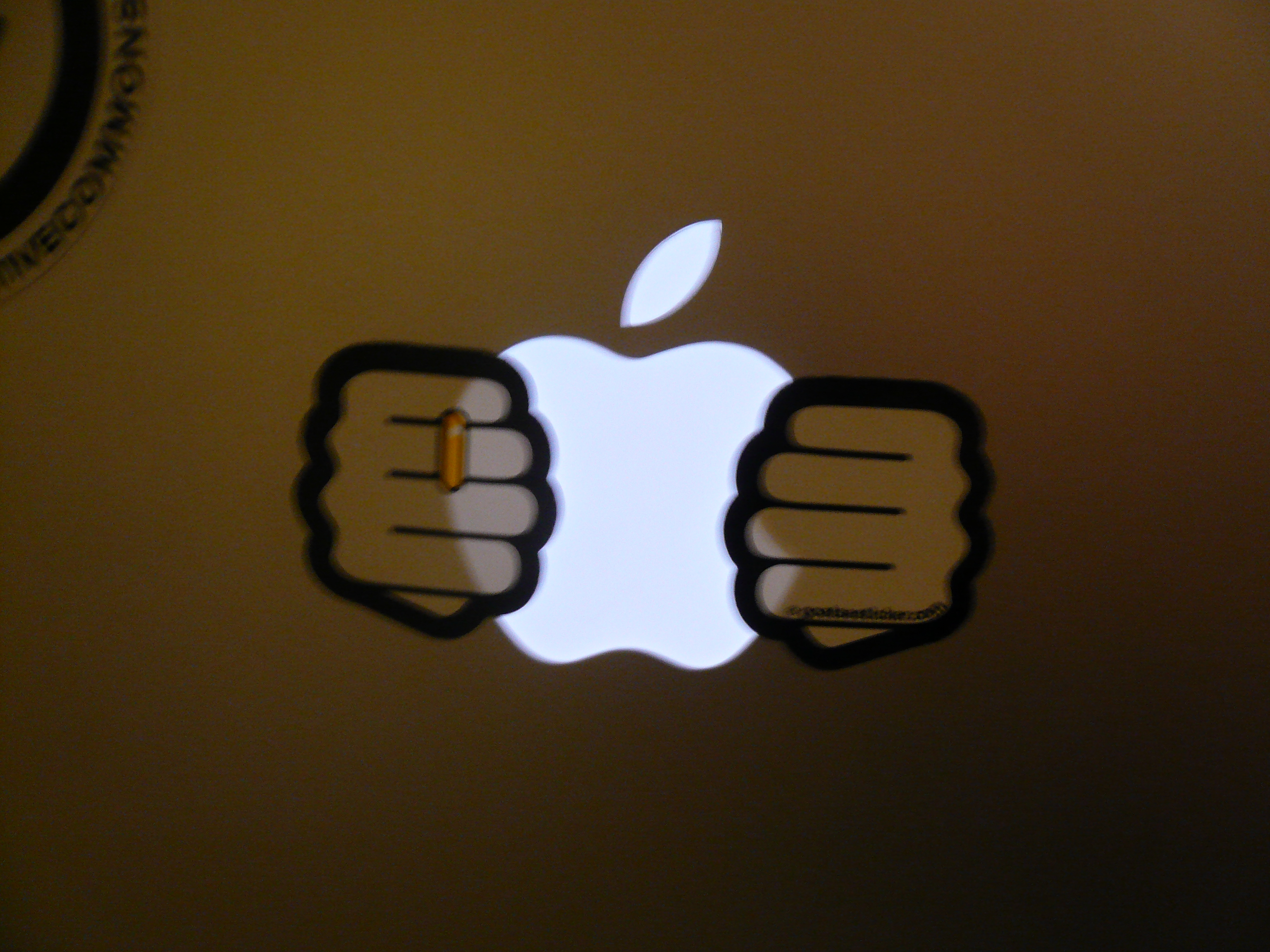
苹果电脑
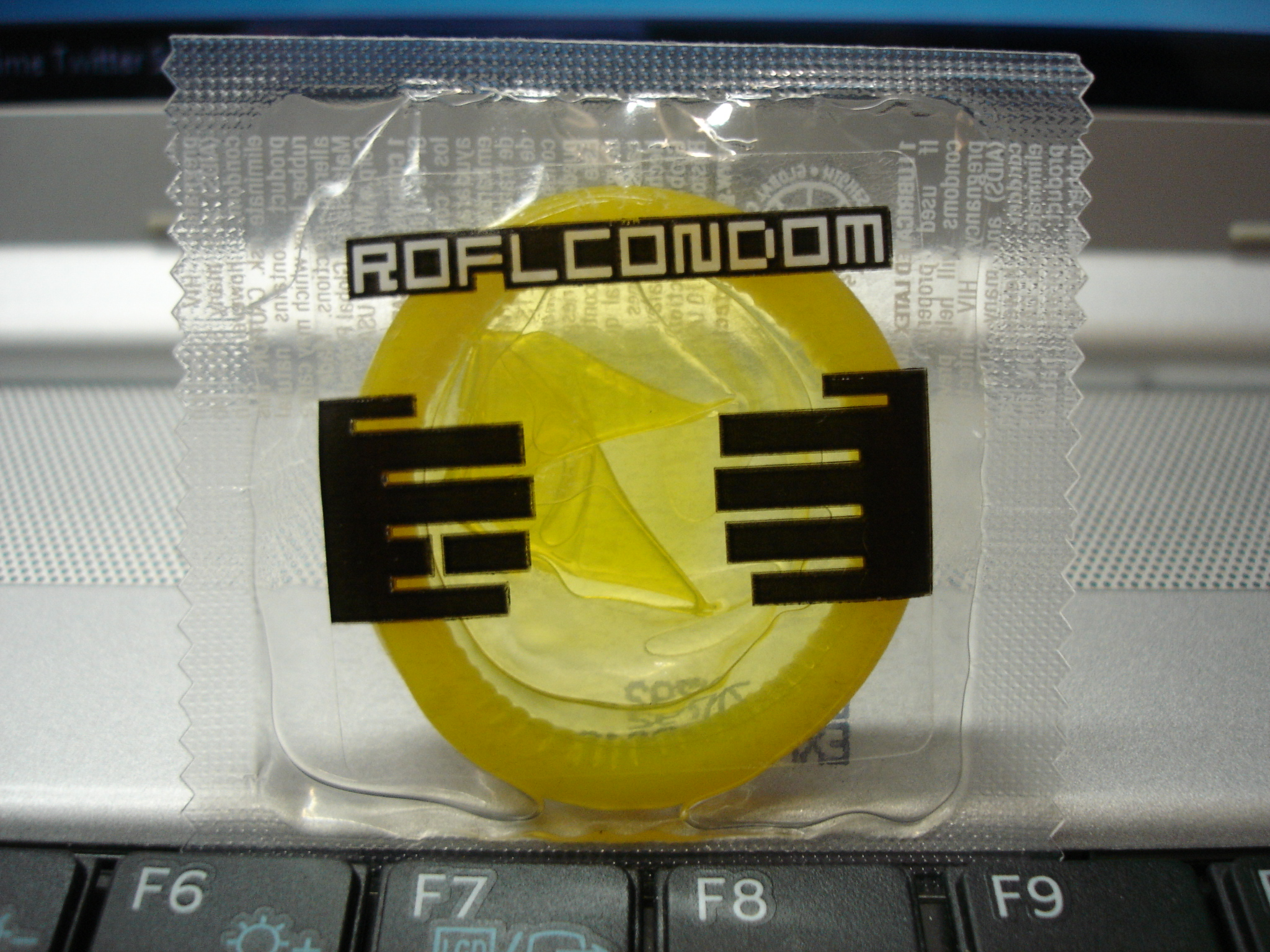
避孕套

### 网页存档
1. ↑  . goatse.cx. 2000-12-02  [2023-01-17]. 原始内容存档于2000-12-02.
2. ↑  . goatse.cx. 2004-01-09  [2023-01-17]. 原始内容存档于2004-01-09.
3. ↑  . goatse.cx. 2002-11-30  [2023-01-17]. 原始内容存档于2002-11-30.
4. ↑  https://web.archive.org/web/20070324073130/http://goatse.cx/
5. ↑  https://web.archive.org/web/20081001192137/http://goatse.cx/
6. ↑  .   [2022-05-11]. （原始内容存档于2010-05-07）.
7. ↑  .   [2022-05-11]. （原始内容存档于2010-05-25）.
8. ↑  https://web.archive.org/web/20110622014820/http://goatse.cx/
9. ↑  https://web.archive.org/web/20121021141400/http://signup.goatse.cx/
10. ↑  .   [2022-05-11]. （原始内容存档于2012-11-12）.
11. ↑  https://web.archive.org/web/20130205150158/http://www.goatse.cx/
12. ↑  https://web.archive.org/web/20140729133839/http://www.goatse.cx/
13. ↑  https://web.archive.org/web/20141225102038/http://members.goatse.cx/
14. ↑  . goatse.cx.   [2022-05-11]. （原始内容存档于2015-01-23）.
15. ↑  https://web.archive.org/web/20170826214115/http://goatse.io/
16. ↑  https://web.archive.org/web/20171004104727/https://goatse.cx/
17. ↑  https://web.archive.org/web/20220517021126/http://www.goatse.cx/

### 其他
1. 1 2  Kirkpatrick, Stewart. . 苏格兰人报. 2004-06-09  [2010-06-15]. （原始内容存档于2007-12-31）.
2. ↑  . Council of Country Code Administrators.   [2010-06-15]. （原始内容存档于2011-05-19）.
3. ↑  Miller, Garth.  (PDF). Christmas Island Internet Administration. 2004-10-12. （原始内容 (PDF)存档于2004-05-31）.
4. ↑  .   [2010-06-15]. （原始内容存档于2007-12-08）.
5. ↑  matrix. . Solidot. 2007-04-23. （原始内容存档于2018-12-16）.
6. ↑  Lee Hutchinson. . Ars Technica. 2012-11-19  [2012-11-19]. （原始内容存档于2012-11-19）.
7. ↑  Jordan Pearson. . Vice. 2019-02-07  [2020-12-15]. （原始内容存档于2023-01-17） （英语）.